# Miki Motomiya
Miki Motomiya (jap. 本宮未紀 Motomiya Miki; ur. 2 listopada 1990) – japońska lekkoatletka, skoczkini o tyczce.
Brązowa medalistka mistrzostw Azji juniorów (Dżakarta 2008).

## Rekordy życiowe
- Skok o tyczce – 3,85 (2008)